# バーバラ・エーレンライク
バーバラ・エーレンライク (Barbara Ehrenreich、/ˈɛərənraɪk/、AIR-ən-rike、旧姓アレクサンダー、1941年8月26日- 2022年9月1日) は、アメリカの作家で政治活動家。1980年代から1990年代初頭にかけて、アメリカ民主社会主義者の著名な人物だった。広く読まれ、受賞歴のあるコラムニストおよびエッセイストであり、21冊の本の著者である。最低賃金の仕事で生き抜いた3か月の実体験の回顧録 Nickel and Dimed: On (Not) Getting By America （ニッケル・アンド・ダイムド）で最もよく知られる。ラナン文学賞を受賞した。

## 経歴
1941年、モンタナ州ビュートでイザベル（旧姓オクスリー）とベン・ハウズ・アレキサンダーの間に生まれた。当時は「にぎやかで喧嘩の多い、ブルーカラーの鉱山町」だったと彼女は語っている。 
C-SPANのインタビューで、彼女は両親が「強い組合員」であり、2つの家庭のルールがあったと語った。 「ピケットラインを越えてはいけない、共和党に投票してはいけない」1999年に行った講演で、エーレンライクは自らを「無神論者4世」と称した。
1993年にニューヨークタイムズに語ったところによれば、「幼い頃、学校に行くと、自分の両親が、『ウィークリー・リーダー』で読んだ『レッド・メナス』の一味である悪人であるかどうかを判断しなければならなかったものだ。母がリベラルな民主党員で、常に人種差別について語っていたからである。」
彼女の父親は銅鉱夫で、モンタナ鉱山学校（2018年からモンタナ工科大学に改称）、そしてカーネギーメロン大学へ進学した。父親がモンタナ鉱山学校を卒業した後、一家はピッツバーグ、ニューヨーク、マサチューセッツと移り住み、ロサンゼルスに落ち着くことになった。やがてジレット社の上級幹部となる。その後、両親は離婚した。
エーレンライクは、リード大学で物理学を専攻し、その後化学に転向して1963年に卒業した。卒業論文のタイトルは「Electrochemical oscillations of the silicon anode（シリコン陽極の電気化学的振動）」であった。1968年、理論物理学の博士課程に進むが、早々に細胞免疫学に転向し、ロックフェラー大学で博士号を取得した。
1970年、エーレンライクはニューヨークの公立診療所で娘のローザを出産した。 「私はクリニックで唯一の白人患者だったが、これが女性が受けるヘルスケアであることがわかった」と1987年にグローブ・アンド・メール紙に語った。「夜遅くだったので、医師が家に帰りたがっており、陣痛を誘発した。私は憤慨した。その経験が私をフェミニストにした。」

## 活動
博士号を取得した後、エーレンライクは科学のキャリアを追求せず、その代わりに、最初はニューヨーク市の予算局と健康政策諮問センターでアナリストとして働き、その後ニューヨーク州立大学オールド ウェストベリー校で助教授を務めた。
1972年、フェミニストのジャーナリストであり研究者であるディアドリー・イングリッシュと、女性と健康に関するコースを共同で教え始めた。 残りの70年代を通して、女性の健康の歴史と政治に関するフェミニストの本やパンフレットをイングリッシュと共同で執筆するなど、健康関連の研究、アドボカシー、アクティビズムを中心に活動するようになる。この時期には、女性保健センターや女性団体、大学、米国政府などが主催する会議で頻繁に講演するようになった。また、社会主義フェミニズムやフェミニズム全般について定期的に講演を行った。
キャリアを通じて、エーレンライクはフリーランスのライターとして働いていた。ノンフィクションのルポルタージュ、書評、社会評論で最もよく知られていると言ってよい。書評は、ニューヨークタイムズ・ブックレビュー、ワシントンポスト、アトランティック、マザー・ジョーンズ、ネイション、ニュー・リパブリック、ロサンゼルス・タイムズ・ブックレビューの付録、ヴォーグ、Salon.com、TVガイド、ミラベラ、American Filmに掲載された。エッセイ、論説、特集記事は、ハーバース, ニューヨーク タイムズ, The New York Times Magazine、タイム,、ウォール・ストリート・ジャーナル、ライフ、マザー・ジョーンズ、ネイション、ニュー・リパブリック、the New Statesman, In These Times, The Progressive, Working Woman, Z Magazineに掲載された。
エーレンライクは、National Women's Health Network、National Abortion Rights Action League、National Mental Health Consumers' Self-Help Clearinghouse、Nationwide Women's Program of American Friends Service Committeeなど、数多くの団体の創設者や顧問、役員を務めた。1979年から1981年にかけて、ニューヨーク大学の非常勤准教授、ミズーリ大学コロンビア校とサンガモン州立大学（現イリノイ大学スプリングフィールド校）の客員教授、全米作家組合、進歩的メディアプロジェクト、FAIRのメディアにおける女性に関する諮問委員会、全米大麻取締法改革機構、アメリカの未来のためのキャンペーンを務める。
1979年から1981年にかけて、ニューヨーク大学の非常勤准教授、ミズーリ大学コロンビア校とサンガモン州立大学（現イリノイ大学スプリングフィールド校）の客員教授を務めた。カリフォルニア大学サンタバーバラ校で講義、オハイオ州立大学でライターインレジデンス、オレゴン大学でウェイン・モース講座、カリフォルニア大学バークレー校大学院の教育フェローを務める。ニューヨーク人文科学研究所、ジョン・サイモン・グッゲンハイム記念財団、政策研究所、ニューヨークを拠点とするアメリカ歴史家協会でフェローを務めたこともある。
2000年、ラルフ・ネーダーの大統領選挙キャンペーンを支持し、2004年には、スイングステートでジョン・ケリーを支持するよう有権者に呼びかけた。
2008年2月には、2008年米大統領選挙でバラク・オバマ上院議員（当時）の支持を表明した。
2001年、代表作Nickel and Dimed：On (not) getting by in America（『ニッケル・アンド・ダイムド -アメリカ下流社会の現実』）を出版。ウェイトレス、家政婦、ウォルマート店員など、最低賃金の仕事に「潜入」し、低賃金（平均時給7ドル）で生活費を賄う努力を報告したもので、「アメリカでは最低賃金で生活することは不可能。その結果、少なくとも2つの仕事をしなければ、食費と家賃を支払うことは不可能であると結論づけた。Nickel and Dimedはベストセラーとなり、この本を「社会正義文学の古典」と評価する愛好家もいる。エーレンライクは、自身の名著Nickel and Dimedのように、ワーキングプアに関する没入型の報道を支援することを主な目的として、Economic Hardship Reporting Projectを設立した。
2004年、ニューヨーク・タイムズのコラムニストとして、休暇中のトーマス・フリードマンの代役を務めたエーレンライクは、女性のリプロダクティブ・ライツを求める戦いの中で、「私が本当に腹立たしいのは、自分の中絶を認めることに尻込みする女性たちだ」と書き、自身も「あまりにも多産だった時代に2回中絶した」と述べた。
1990年のエッセイ集The Worst Years of Our Lives（『われらの生涯の最悪の年』）の中で、次のように書いている。”私自身の中絶について唯一後悔しているのは、その費用を使って子供たちを映画とテーマパークに連れて行くなど、もっと楽しいことができたかもしれないということだ。”
2005年、ザ・ニューヨーカーは「ベテランのmuckraker（醜聞を暴く者）」と呼んだ.
2006年、United Professionalsを設立した。この組織は、「職業や雇用状況に関係なく、ホワイトカラー労働者のための非営利で無党派のメンバーシップ組織である。彼らは、教育と資格が安全な中流階級の生活につながるというアメリカンドリームを手に入れたが、今では彼らの生活は自分たちの手に負えない力によって混乱していることに気づいている。」
2009年、米国におけるポジティブシンキング産業の台頭を調査したBright-sided: How Positive Thinking Is Undermining America（『ポジティブ病の国、アメリカ』）を執筆した。本の出発点として乳がんを患っていると言われた後、彼女自身の経験を含めた。この本で、ノーベル物理学者マレー・ゲルマンが「quantum flapdoodle」と呼んださまざまな手法を明らかにした。
2013年からアメリカ民主社会主義者の名誉共同議長を務めた。また、NORML理事会、Institute for Policy Studies理事会、The Nationの編集委員会メンバーも務めた。Social Policy、Ms.、Mother Jones、Seven Days、Lear's、The New Press、Culturefrontの編集委員を務め、ハーパーズ の寄稿編集者を務めた。

## 著作

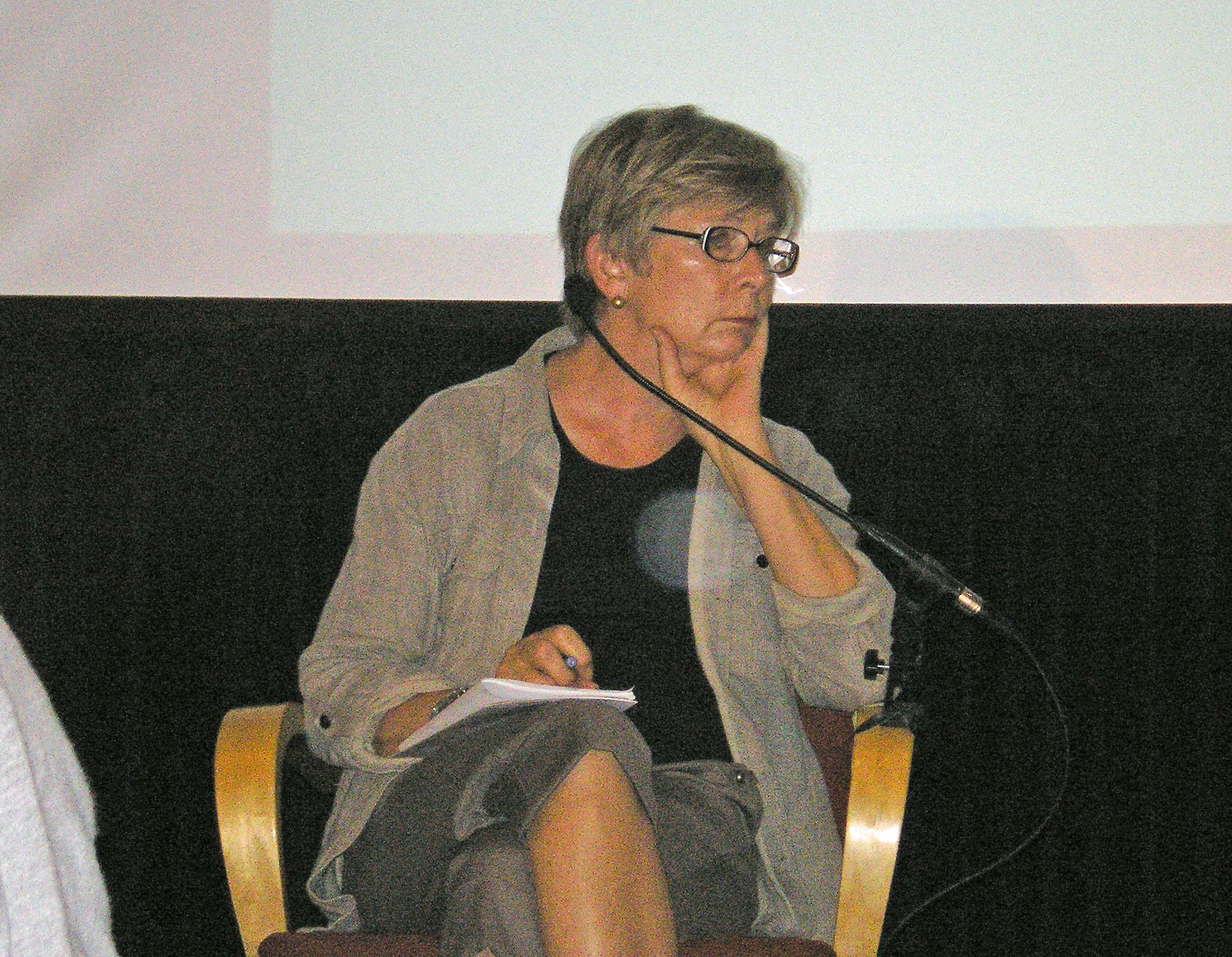
Ehrenreich at a New York Times discussion

### ノンフィクション
- Ehrenreich, Barbara; Ehrenreich, John (1969). Long March, Short Spring: The Student Uprising at Home and Abroad. ISBN 9780853450863 (with John Ehrenreich)
- Ehrenreich, Barbara (1971). The American Health Empire: Power, Profits, and Politics. ISBN 9780394714530 (with John Ehrenreich and Health PAC)
- Ehrenreich, Barbara; English, Deirdre (1972). Witches, Midwives, and Nurses: A History of Women Healers. ISBN 0912670134 (with Deirdre English)
  - 『魔女・産婆・看護婦 : 女性医療家の歴史』ディアドリー・イングリシュ：共著 長瀬久子：訳 法政大学出版局 1996 ISBN	4588021672　
  - 『増補改訂版 魔女・産婆・看護婦　女性医療家の歴史』ディアドリー・イングリシュ：共著長瀬久子：訳 法政大学出版局 2015 ISBN 978-4-588-35231-7
- Ehrenreich, Barbara; English, Deirdre (1973). Complaints and Disorders: The Sexual Politics of Sickness. ISBN 9781558616950 (with Deirdre English)
- Ehrenreich, Barbara; English, Deirdre (1978). For Her Own Good: Two Centuries of the Experts' Advice to Women. ISBN 9780385126502 (with Deirdre English)
- Fuentes, Annette; Fuentes, Carlos; Ehrenreich, Barbara (1983). Women in the Global Factory. ISBN 9780896081987
- Ehrenreich, Barbara (1983). The Hearts of Men: American Dreams and the Flight from Commitment. ISBN 9780385176149
- Ehrenreich, Barbara; Hess, Elizabeth; Jacobs, Gloria (1986). Re-Making Love: The Feminization of Sex. ISBN 9780385184984 (with Elizabeth Hess and Gloria Jacobs)
- Block, Fred L.; Cloward, Richard A.; Piven, Frances Fox (1987). The Mean Season: Attack on the Welfare State. ISBN 9780394744506 (with Fred L. Block, Richard A. Cloward, and Frances Fox Piven)
- Ehrenreich, Barbara (1989). Fear of Falling: The Inner Life of the Middle Class. ISBN 9780394556925
  - 『「中流」という階級』中江桂子：訳,  晶文社 ISBN  978-4794961945
- Ehrenreich, Barbara (1990). The Worst Years of Our Lives: Irreverent Notes from a Decade of Greed. ISBN 9780060973841
  - 『われらの生涯の最悪の年』中村輝子：訳 晶文社 ISBN 978-4794960825
- Ehrenreich, Barbara (1995). The Snarling Citizen: Essays. ISBN 9780374266486
- Ehrenreich, Barbara (1997). Blood Rites: Origins and History of the Passions of War. ISBN 9780756754389
- Ehrenreich, Barbara『Nickel and Dimed: On (Not) Getting By In America』Metropolitan Books。ISBN 9780805063882。
  - 『ニッケル・アンド・ダイムド -アメリカ下流社会の現実』曽田和子：訳, 東洋経済新報社  ISBN 978-4492222737
- Global Woman: Nannies, Maids, and Sex Workers in the New Economy. (2003). ISBN 9780805069952 (ed., with Arlie Hochschild)
- Ehrenreich, Barbara『Bait and Switch: The (Futile) Pursuit of the American Dream』2005年。ISBN 9780805076066。
  - 『捨てられるホワイトカラー 格差社会アメリカで仕事を探すということ』曽田和子：訳, 東洋経済新報社, 2007 ISBN	9784492260852
- Ehrenreich, Barbara『Dancing in the Streets: A History of Collective Joy』2007年。ISBN 9780805057232。
- Ehrenreich, Barbara (2008). This Land is Their Land: Reports from a Divided Nation. New York: Metropolitan Books. ISBN 978-0-8050-8840-3. OCLC 182737659
  - 『スーパーリッチとスーパープアの国、アメリカ』中島由華：訳, 河出書房新社, 2009 ISBN	9784309244945
- Ehrenreich, Barbara (2009). Bright-Sided: How the Relentless Promotion of Positive Thinking has Undermined America. New York: Metropolitan Books. ISBN 978-0-8050-8749-9. OCLC 317928923 (UK: Smile Or Die: How Positive Thinking Fooled America and the World)
  - 『ポジティブ病の国、アメリカ』中島由華：訳　河出書房新社　2010　 ISBN 9784309245157
- Ehrenreich, Barbara (2014). Living with a Wild God: A Nonbeliever's Search for the Truth about Everything. New York: Twelve. ISBN 978-1-4555-0176-2. OCLC 856053601
- Ehrenreich, Barbara (2018). Natural Causes: An Epidemic of Wellness, the Certainty of Dying, and Killing Ourselves to Live Longer. New York: Twelve. ISBN 978-1-4789-6126-0. OCLC 1039523821
- Ehrenreich, Barbara (2020). Had I Known: Collected Essays. ISBN 978-1-4555-4369-4

### フィクション
- Ehrenreich, Barbara (1993). Kipper's Game. ISBN 9780374181550

### エッセイ
- Ehrenreich, John and Barbara「The Professional–managerial class|Professional-Managerial Class」『Between Labor and Capitol』South End Press、1979年。ISBN 978-0896080386。
- "The Charge: Gynocide", investigative journalism about the Dalkon Shield in the third world, Mother Jones, November/December issue, 1979
- "Making Sense of La Difference", Time, 1992
- "Burt, Loni and Our Way of Life", Time, September 20, 1993
- "In Defense of Talk Shows", Time, December 4, 1995
- "The New Creationism: Biology Under Attack" The Nation, June 9, 1997
- "How 'Natural' Is Rape? Despite a Daffy New Theory, It's Not Just a Guy in Touch with His Inner Caveman" at the Wayback Machine (archived February 17, 2002), Time, January 31, 2000
- "Welcome to Cancerland", 2001 National Magazine Award finalist
- "A New Counterterrorism Strategy: Feminism", AlterNet, 2005
- "Fight for Your Right to Party" Time, December 18, 2006
- "My Unwitting Role in Acts of Torture" at the Wayback Machine (archived 2012-06-30), The Guardian, February 22, 2009
- "Is It Now a Crime to Be Poor?", The New York Times, August 9, 2009
- "Are Women Getting Sadder? Or Are We All Just Getting a Lot More Gullible?", Guernica, October 13, 2009
- "Smile! You've got cancer", The Guardian, January 2, 2010
- Death of a Yuppie Dream – The Rise and Fall of the Professional-Managerial Class February 12, 2013.

## 受賞
- 1980年　マザー・ジョーンズ誌[17]の同僚たちとの報道の優秀さを称え、「The Corporate Crime of the Century[18]」について、ナショナル・マガジン・アワードを共有した。または国内市場からの他の製品を販売する場合、製造業者は、多くの場合、国務省の直接の支援を受けて、世界中で同じ製品を販売する."[19]
- 1998年、アメリカヒューマニスト協会が「ヒューマニスト・オブ・ザ・イヤー」を授与[20]。
- 2000年　ハーパーズの記事「Nickel and Dimed」でシドニー・ヒルマン賞を受賞。後に同名の本の章として出版された[21]。
- 2002年　エッセイ「Welcome to Cancerland: A manmogram lead to a cult of pink kitsch」でナショナル・マガジン・アワードを受賞。このエッセイでは、エーレンライク自身が乳がんと診断された経験を説明し、彼女が「乳がんカルト」と呼ぶ、「世界的な中毒の共犯者として機能するー癌を正常化し、美化し、逆に前向きでうらやましい経験として提示する」[22] [23]ことについて説明した。
- 2002年　『Nickel and Dimed』でアレックス賞受賞
- 2004年　創造的市民権に対するパフィン/ネイション賞[24]を受賞。ニュージャージーのパフィン財団とネイション研究所が共同で、現状に挑戦するアメリカ人に授与された。[29]
- 2007年　ルーズベルト研究所から「ライフワークがFDRの4つの自由を体現している人々」を祝して授与される「Freedom from Want」メダルを受賞した[25]。
- 1982 年　現代社会に対するヒューマニスティックな視点に対して、フォード財団賞を受賞した。
- 1987年～1988年　グッゲンハイム・フェローシップ
- 1995年　マッカーサー基金が研究と執筆の助成金を授与。
- リード大学、ニューヨーク州立大学、ウースター大学、John Jay College、マサチューセッツ大学ローウェル校、ラ・トローブ大学から名誉学位を授与された。
- 2018年　調査ジャーナリズムにおける功績のため、オランダのウィレム＝アレクサンダー国王からエラスムス賞を受賞した。

## 外部サイト
- 公式ウェブサイト
- Barbara Ehrenreich's blog